# Hoshi Sato
Hoshi Sato (ˈhoʊʃi_ˈsɑːtoʊ) è un personaggio immaginario dell'universo fantascientifico di Star Trek. Interpretata dall'attrice Linda Park, appare nella serie televisiva Star Trek: Enterprise. Hoshi è l'ufficiale addetto alla comunicazioni dell'astronave Enterprise NX-01. È stata chiamata a svolgere quella mansione per la sua straordinaria abilità come linguista. Parla correntemente oltre trenta lingue, incluso il Klingon.

## Storia del personaggio
Hoshi Sato è tra coloro che hanno contribuito alla progettazione del traduttore universale, un dispositivo avveniristico in grado di tradurre in tempo reale qualsiasi lingua (straniera o aliena). Grazie alla similitudine delle onde cerebrali prodotte dal cervello durante la formazione delle parole, il traduttore riesce ad interpretarle ed a generare il dialogo nella lingua dell'ascoltatore. Nella serie Enterprise questo traduttore è ancora in fase di prototipo e darà non pochi grattacapi a tutto l'equipaggio in diverse situazioni. L'apporto di Hoshi Sato sarà pertanto fondamentale per districarsi da questi problemi.
Il nome Hoshi (星?) significa "stella" nella lingua giapponese.
Sembra che Sato sia attratta dal collega Travis Mayweather, sebbene questo non sia mai emerso in modo chiaro. Sembra anche vicina al capitano Jonathan Archer, sebbene anche questa possibilità non sia stata esplorata nel corso della serie.
Nell'universo dello specchio, grazie alla USS Defiant NCC-1764, diventa Imperatrice dopo aver ucciso Jonathan Archer.

## Filmografia
- Star Trek: Enterprise - serie TV, 95 episodi (2001-2005)

## Videogiochi
- Star Trek Timelines (2020)